# Kortenhoef

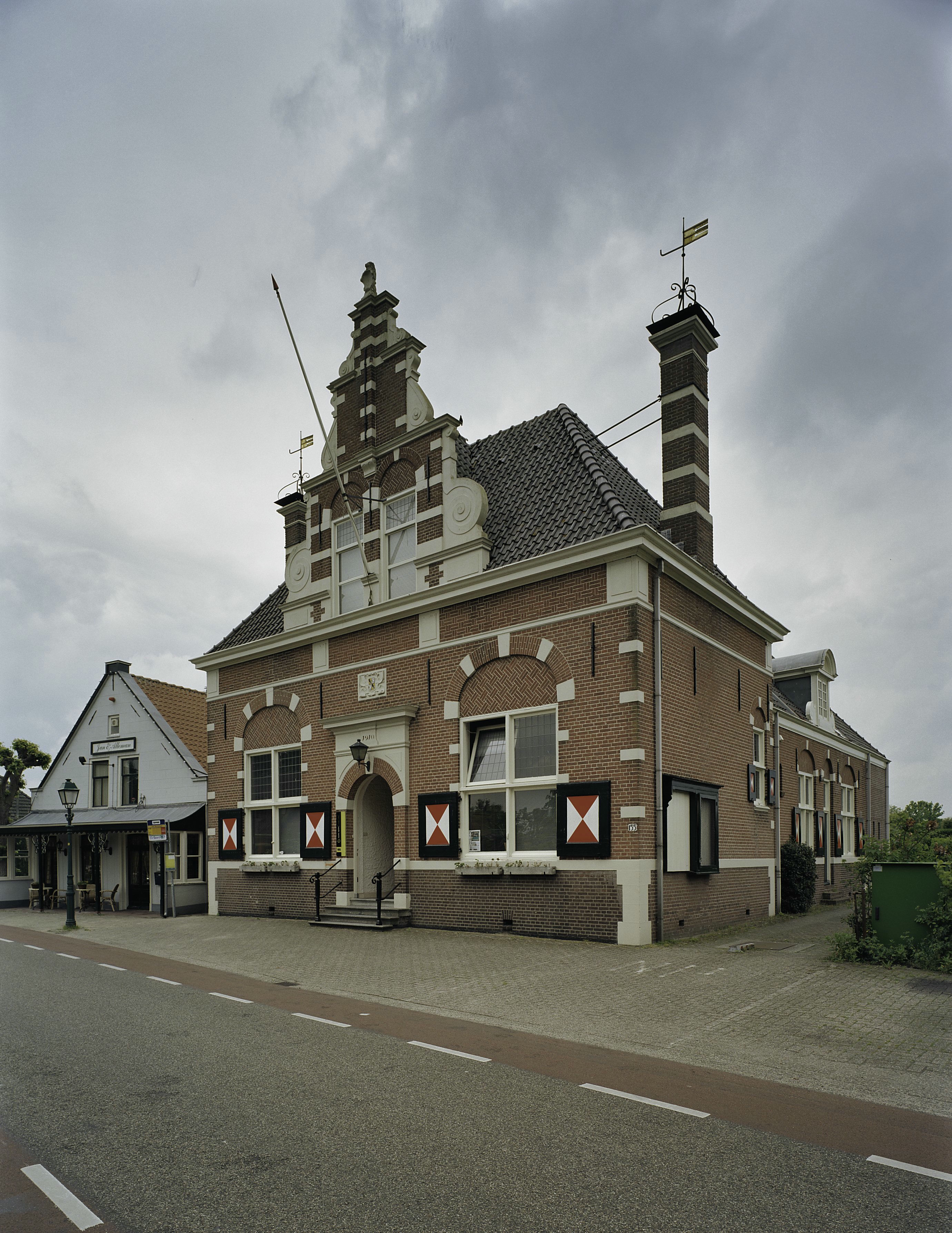
Kortenhoef: l'ex-municipio

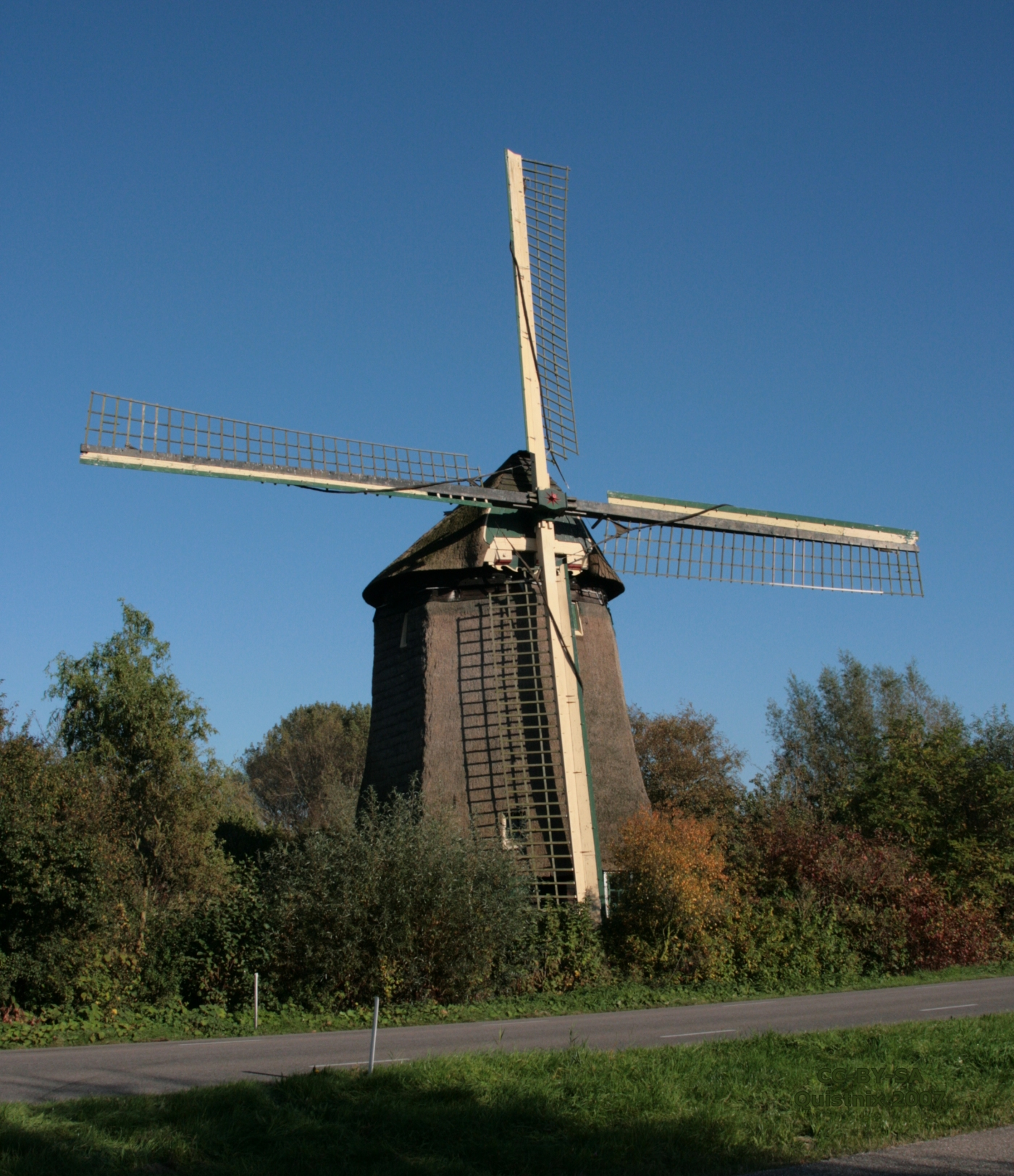
Kortenhoef: il mulino Gabriël o Voorste Molen

Kortenhoef è un villaggio (dorp) di circa 6700-6800 abitanti del nord-ovest dei Paesi Bassi, facente parte della provincia della Olanda Settentrionale (Noord-Holland) e situato nell'area dei laghi di Kortenhoef (Kortenhoefse Plassen), nella regione di Het Gooi. Dal punto di vista amministrativo, si tratta di un ex-comune, dal 1966 accorpato alla municipalità di 's-Graveland, comune a sua volta inglobato nel 2002 nella municipalità di Wijdemeren.

## Geografia fisica
Kortenhoef si trova a pochi chilometri ad ovest di Hilversum e a pochi chilometri a sud-est di Amstelveen e Abcoude.

## Origini del nome
Il toponimo Kortenhoef, attestato anticamente come Curtenvene (1156), 1235 Curtenhoven (1235), 1364 Cortehoeven (1364?), Cortehoeven (1381-1383) e Kortehoeff (1444), significa letteralmente "corta (kort) torbiera (veen o hoef)".

## Storia

### Dalle origini ai giorni nostri
Il villaggio di Kortenhoef è menzionato già alla metà del XII secolo, ma ottenne un vero e proprio status amministrativo soltanto nel XVI secolo.
In seguito, conobbe un notevole sviluppo tra il XVI e il XVII secolo grazie ai fenomeni migratori che lo interessarono.

### Simboli
Lo stemma di Kortenhoef è costituito da quattro riquadri, dove sono raffigurati uno zoccolo di cavallo (nel riquadro in alto a sinistra e nel riquadro in basso a destra) e un pellicano con i suoi piccoli nel nido (nel riquadro in altro a destra e nel riquadro in basso a sinistra). Si tratta dello stemma della signoria di Kortenhoef, adottato dal comune di Kortenhoef il 16 aprile 1839.

## Monumenti e luoghi d'interesse
Kortenhoef vanta 15 edifici classificati come rijksmonumenten e 9 edifici classificati come gemeentelijke monumenten.

### Architetture religiose

#### Hervormde Kerk
Tra i principali edifici religiosi di Kortenhoef, figura la Hervormde Kerk ("chiesa protestante"), situata al nr. 168 della Kortenhoefsdijk ed eretta alla fine del XV secolo.
Al suo interno, si trova un organo realizzato nel 1871 da H. Knipscheer proveniente dalla Hervormde Kerk di Veessen.

#### Chiesa di Sant'Antonio da Padova
Altro edificio religioso di Kortenhoef è la Chiesa di Sant'Antonio da Padova, situata al nr. 26 della Kerklaan e realizzata nel 1880 su progetto dell'architetto Alfred Tepe.

### Architetture civili

#### Ex-municipio
Altro edificio d'interesse di Kortenhoef è l'ex-municipio in stile neorinascimentale risalente al 1910 e progettato dall'architetto H. Hissink e successivamente ampliato nel 1930.

#### Mulino Gabriël
Altro edificio d'interesse è il Mulino Gabriël o Voorste Molen, un mulino a vento risalente al 1635 o 1720 ca.

## Società

### Evoluzione demografica
Al censimento del 2019, Kortenhoef contava una popolazione pari a 6 742 abitanti.
La popolazione al di sotto dei 16 anni era pari a 1 013 unità, mentre la popolazione dai 65 anni in su era pari a 1 638 unità.
La località ha conosciuto un sensibile dcremento demografico rispetto al 2018, quando contava una popolazione pari a 6 807 unità (dato che era in rialzo rispetto al 2017, quando Kortenhoef contava 6 747 abitanti).

## Sport

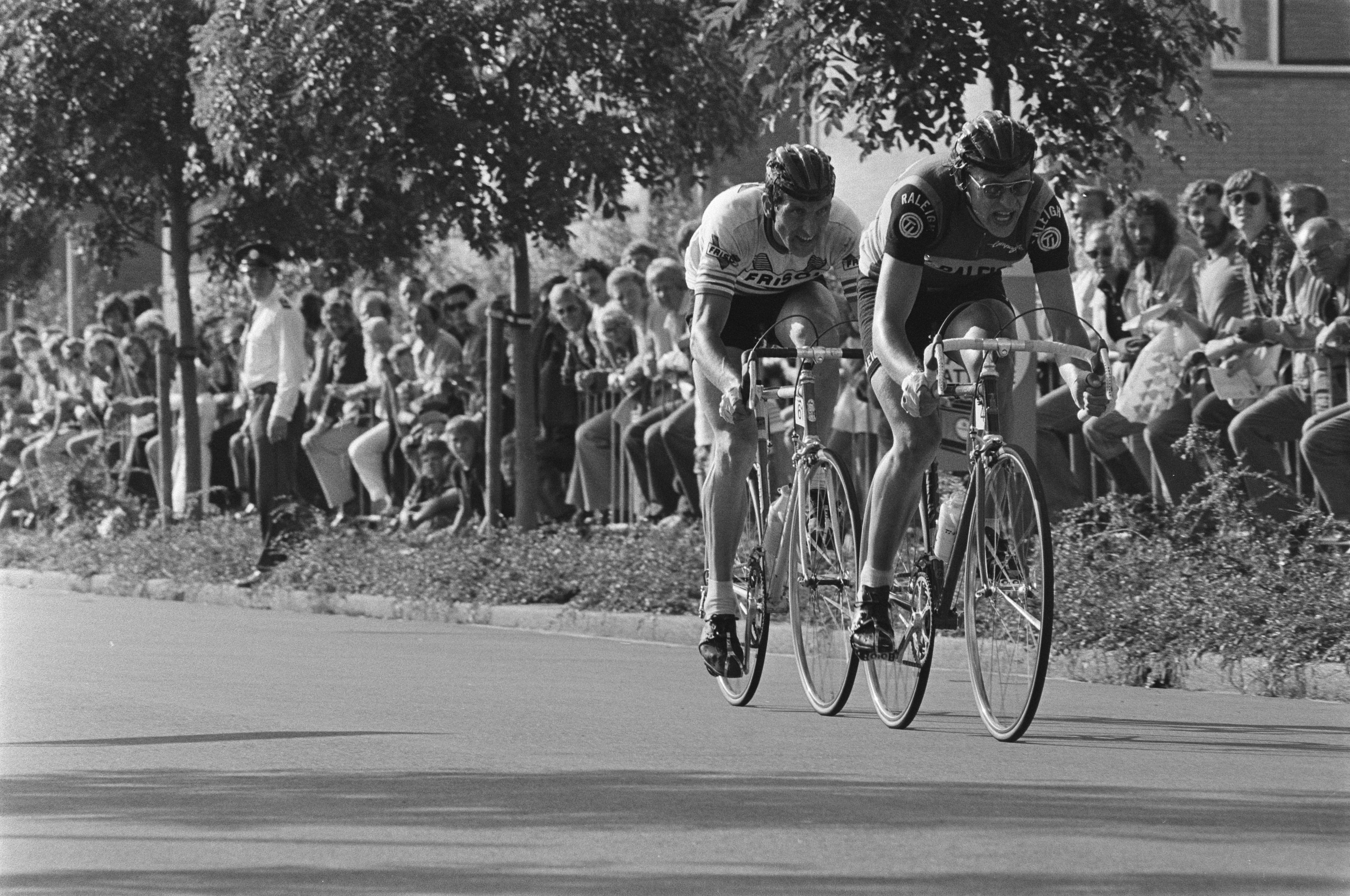
Il Criterium di Kortenhoef del 1976

A Kortenhoef si svolse tra il 1959 e il 1988 annualmente una corsa ciclistica, il Criterium di Kortenhoef.